# Lauterach (Niemcy)
Lauterach – miejscowość i gmina w Niemczech, w kraju związkowym Badenia-Wirtembergia, w rejencji Tybinga, w regionie Donau-Iller, w powiecie Alb-Donau, wchodzi w skład związku gmin Munderkingen. Leży nad rzeką Große Lauter, ok. 35 km na południowy zachód od Ulm.